# Esther (film fra 1916)
Esther er en britisk stumfilm fra 1916 af Maurice Elvey.

## Medvirkende
- Elisabeth Risdon som Esther
- Fred Groves som Haman
- Charles Rock som Mordecai
- Ruth Mackay som Vashti
- Franklin Dyall.